# 屈貝格山
47°48′34″N 13°05′09″E / 47.809468°N 13.085761°E

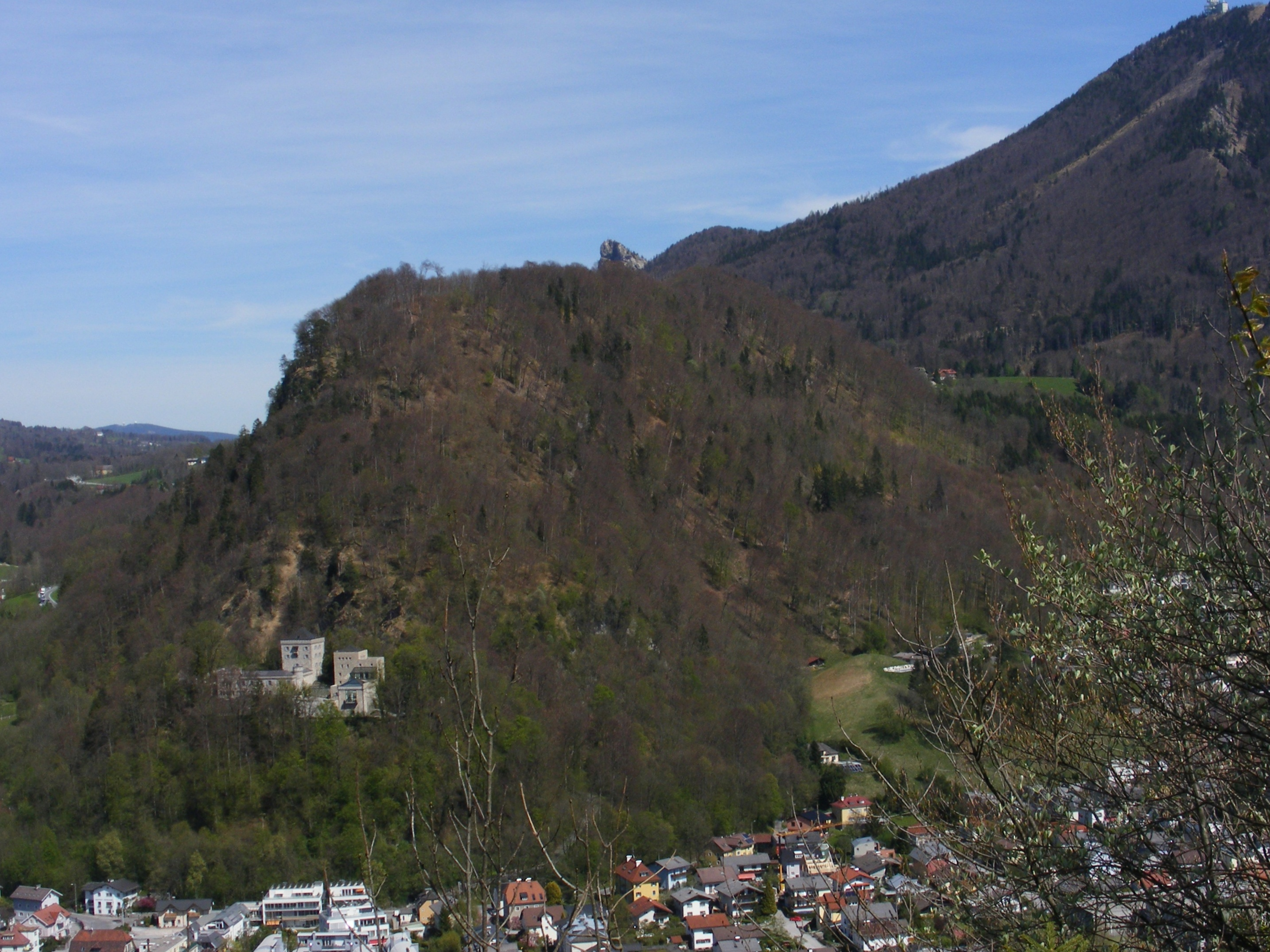

屈貝格山（德語：Kühberg），是奧地利的山峰，位於該國中部，由薩爾茨堡州負責管轄，屬於薩爾茲卡默古特山脈的一部分，處於蓋斯貝格山腳，海拔高度711米。